# Hondeklipbaai
 Hondeklipbaai (englisch Hondeklip Bay) ist ein Fischerort an der südafrikanischen Atlantikküste in der Lokalgemeinde Kamiesberg im Distrikt Namakwa. Im Jahre 2011 hatte er 543 Einwohner mit 189 Haushalten.

## Beschreibung
Hondeklipbaai ist ein kleiner Fischereihafen in der gleichnamigen Bucht und liegt westlich des Namaqua-Nationalparks in der von Dünen geprägten Küstenebene. Der Ort wurde nach einem singulären Felsen benannt, der einem sitzenden Hund ähnlich sah. Allerdings hat ein Blitzeinschlag einen Teil des Felsens abgesprengt und daher den ursprünglich visuellen Eindruck stark verändert.

## Geschichte
Ursprünglich diente der Hafen von Hondeklipbaai zur Verschiffung der Kupfererze aus den Bergwerken bei Springbok, Nababeep und Okiep, das hier mit Ochsenwagen angeliefert wurde. Im Jahre 1852 nahm erstmals ein englisches Schiff im Hafen die Erzfracht auf und brachte sie nach Wales. Die stürmische See und anhaltende Nebel machten das küstennahe Navigieren sehr schwierig. Darum verlegte man später die Verladung der auf dem Straßenweg herantransportierten Kupfererze zu dem mit weniger Risiko ansteuerbaren Hafen von Port Nolloth.
Die Proklamation des Ortes als Gemeinde mit einer eigenen Verwaltung erfolgte im Jahre 1862.
Nachdem der Kupferboom vorbei war, errichtete man 1925 eine Fabrik zur Verarbeitung von Langusten (crayfish) und Fischen. Diese arbeitete bis 1997 und musste wegen Überfischung des nahen Meeresgebietes schließen.

## Sehenswürdigkeiten
Nördlich des Ortes steht ein Leuchtturm. Dessen Lichtsignal reicht 11 Seemeilen und wird dreimal aller 15 Sekunden gegeben. An der Küste südlich des Ortes liegt das Wrack der Aristea, die hier 1945 auf Strand lief.

## Wirtschaft und Infrastruktur
Im Jahre 2007 hat die Universität Stellenbosch im Ort ein Aquakultur-Projekt begonnen, mit dem die Möglichkeiten der Zucht von Seeohren untersucht wurde.
Um die Erwerbsmöglichkeiten zu verbessern, ist im Verbund mit Kleinzee und Koingnaas die Entwicklung von Angeboten nach Kriterien des sanften Tourismus vorgesehen. Eine Verknüpfung mit dem Namaqua-Nationalpark wird dabei angestrebt.
Das Küstenland nördlich und südlich von Hondeklipbaai ist mit Abbaurechten für Diamanten belegt, weil in den alluvialen Sandablagerungen wirtschaftlich interessante Diamantkonzentrationen enthalten sind. Der Ort liegt jedoch außerhalb der festgelegten Abbauzonen. Hondeklipbaai ist aus wirtschaftlicher Sicht vom Diamantenabbau kaum betroffen und hat seinen Schwerpunkt in der Fischerei. 
Zur Trinkwasserversorgung wurden hier große Vorratstanks errichtet und das benötigte Wasser mit Tankwagen angeliefert. Der Bergbaubetrieb um Koingnaas versorgt inzwischen Hondeklipbaai mit Wasser, da seine Bewohner einer periodisch auftretenden, extremen Wasserknappheit ausgesetzt sind.

## Verkehr
Hondeklipbaai kann auf dem Landweg über das Nebenstraßennetz aus Richtung Kleinzee über Koingnaas sowie von der Nationalstraße N7 mit einem Abzweig bei Garies erreicht werden. In Koingnaas befindet sich ein kleiner Flughafen.